# Dūkštos

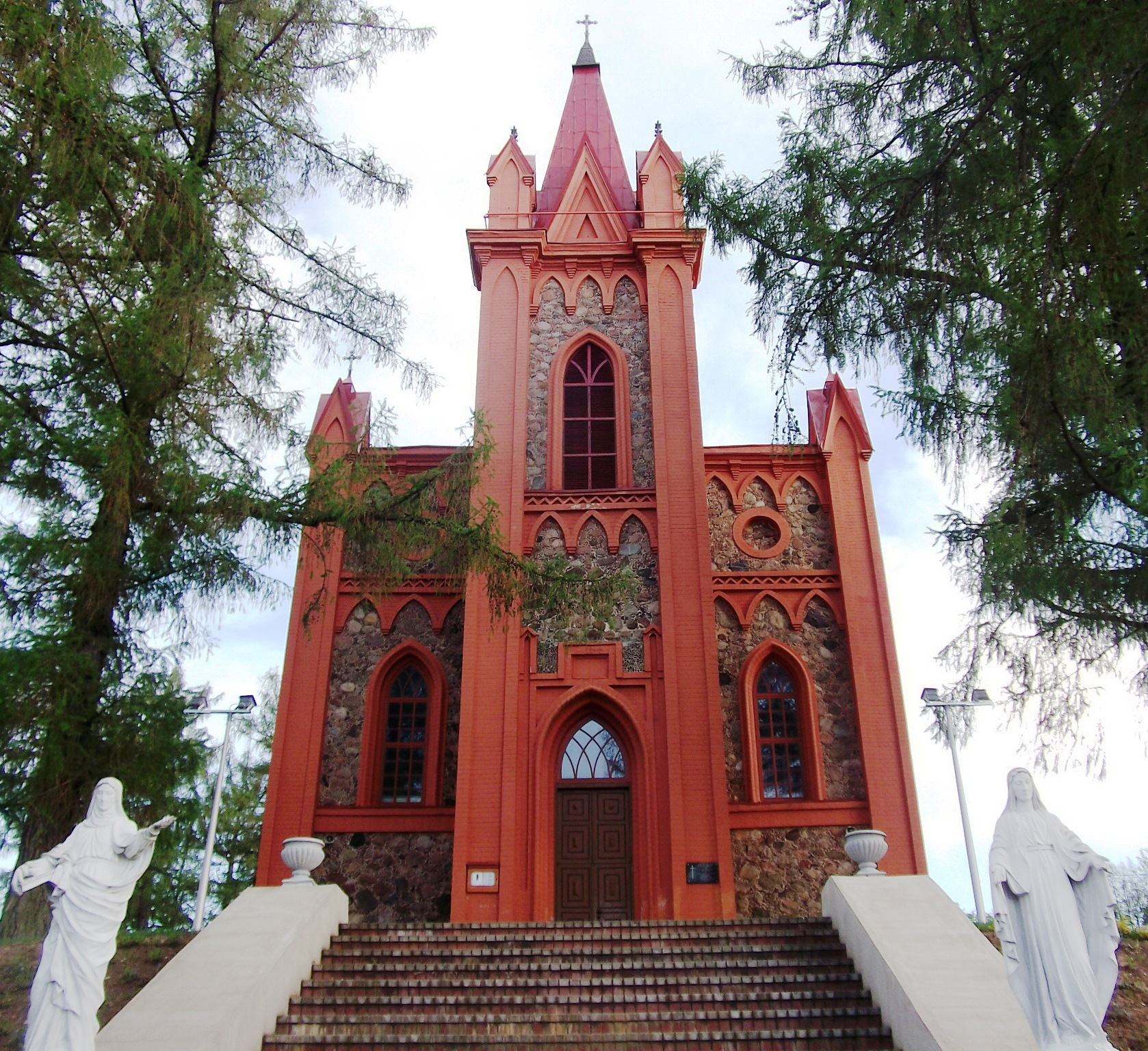
Kirche

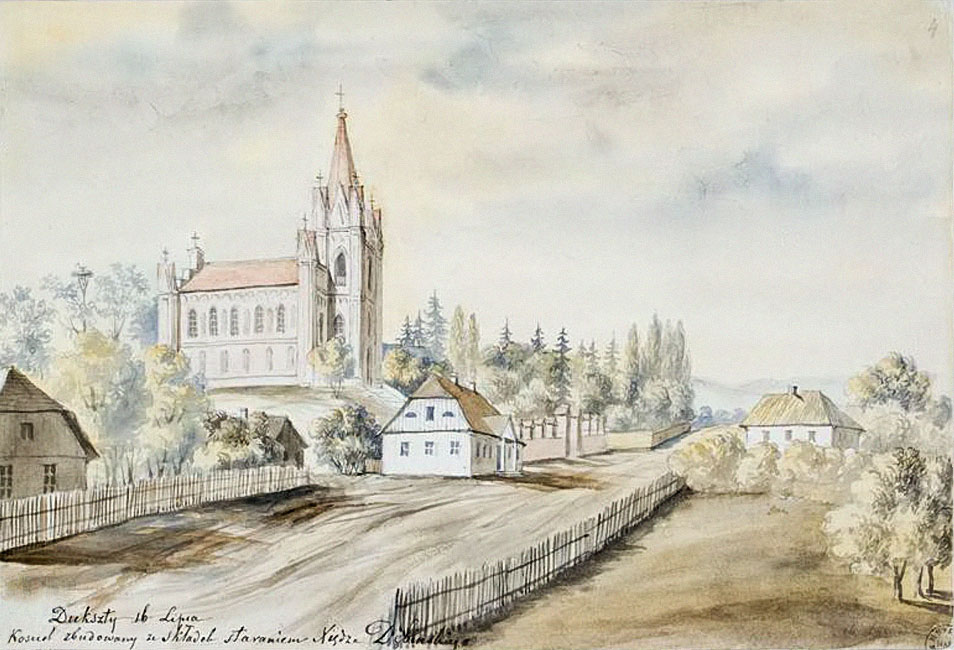
Dūkštos im 19. Jh.

Dūkštos ist ein Dorf mit 311 Einwohnern (2011) in der litauischen Rajongemeinde Vilnius, 8 km südwestlich von Maišiagala, an den Fernstraßen KK108 (Vievis–Maišiagala–Nemenčinė) und KK171 (Bukiškis–Sudervė–Dūkštos), am rechten Ufer der Neris, unweit von der Dūkšta. Es ist das Zentrum von Amtsbezirk Dūkštos. Es gibt eine Hauptschule, eine Grundschule, eine Bibliothek (seit 1951), eine Försterei, ein Medizinpunkt, ein Postamt (LT-14019), ein Landschaftsschutzgebiet. 1856 wurde eine katholische Kirche und danach ein Kloster gebaut.